# Steindöbra (Fluss)
Die Steindöbra ist ein Bach im sächsischen Vogtland. Oberhalb der Einmündung des Steinbachs trägt er auch den Namen Mühlbach.

## Geographie

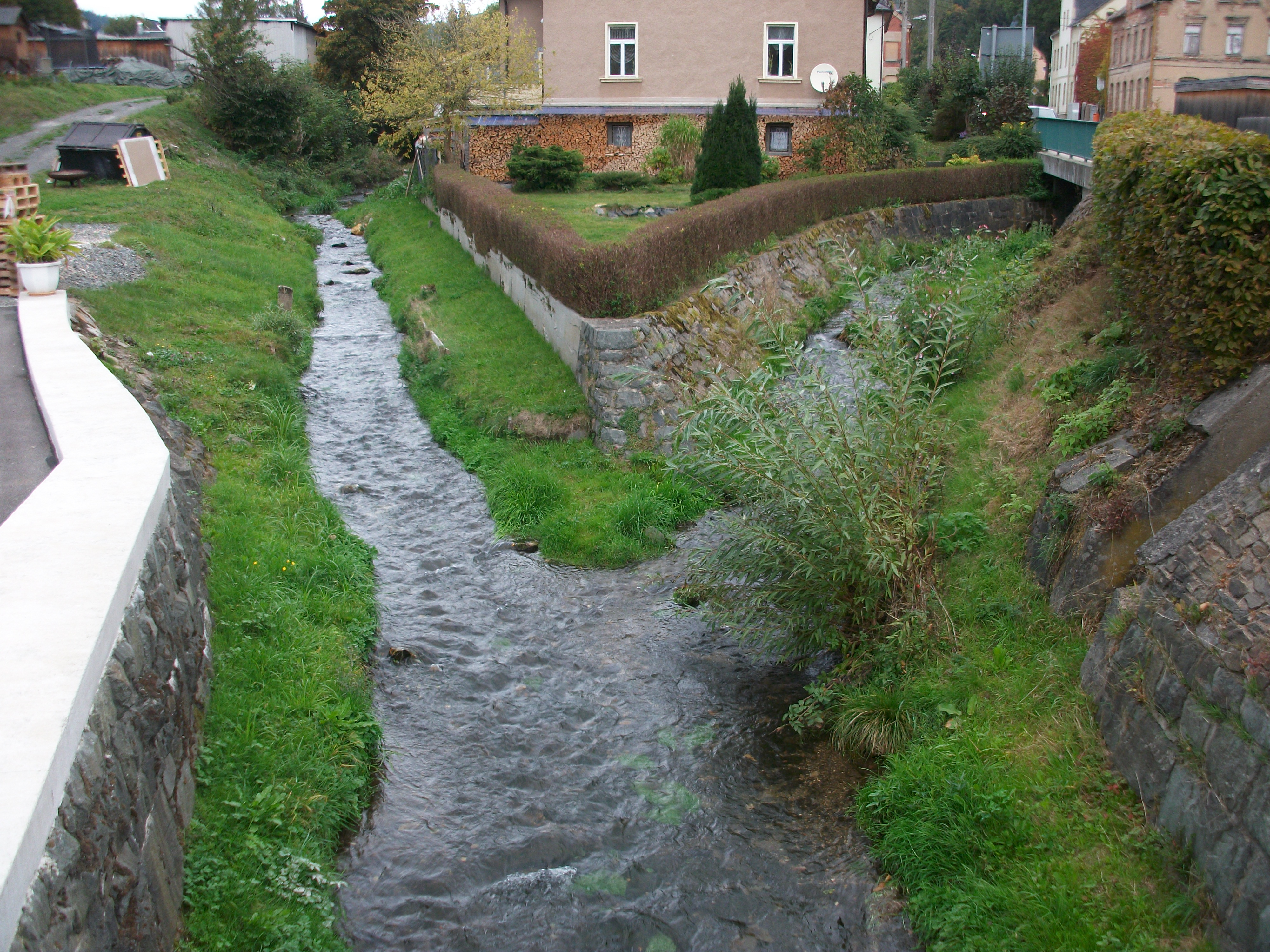
Brunndöbra, Mündung der Steindöbra in die Brunndöbra

Die Quelle befindet sich in einer Höhe von etwa 854 Metern nahe der Passhöhe Mühlleithen im Westerzgebirge. Dann fließt er südwärts durch den Klingenthaler Ortsteil Steindöbra, um nach etwa 4,6 Kilometern Laufstrecke in die Brunndöbra einzumünden. Über die Flüsse Zwota, Eger und Elbe erreicht sein Wasser die Nordsee.

## Sonstiges
Ein Großteil seines Laufs, nach dem Zusammenfluss mit dem Steinbach und bis zur Mündung in die Brunndöbra, verläuft parallel zur Strecke der ehemaligen Schmalspurbahn Klingenthal–Sachsenberg-Georgenthal.

## Zuflüsse
Ein Zufluss der Steindöbra ist der Steinbach (r).